# Imant

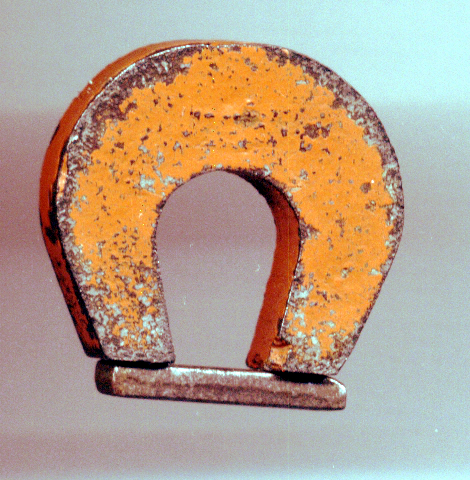
Un imant d'alnico

Un imant és un cos o dispositiu que genera un camp magnètic, o dit d'una altra manera, amb un moment magnètic significatiu, i per això tendeix a alinear-se amb altres imants (per exemple, amb el camp magnètic terrestre). Magnèsia és una localitat coneguda des de l'antiguitat pels seus dipòsits de magnetita. Els imants poden ser permanents o temporals, un imant permanent no necessita cap influència externa per a generar el seu camp magnètic mentre que en els imants temporals, com per exemple els electroimants només generen el seu camp magnètic gràcies al corrent elèctric. Els imants permanents es poden formar de manera natural, com en el cas de la magnetita, però també poden ser fabricats de manera artificial.
El camp magnètic no és visible però és el responsable que els imants atreguin o repel·leixin diversos materials, aquells que són fortament atrets per un imant tenen una gran permeabilitat magnètica, com en el cas del ferro i alguns tipus d'acer, i reben la denominació de materials ferromagnètics. Els materials amb una baixa permeabilitat magnètica només són atrets feblement pels imants i reben el nom de paramagnètics, un exemple seria l'oxigen líquid. Finalment hi ha alguns materials, com l'aigua, que tenen una permeabilitat magnètica tan baixa que el magnetisme només es manifesta en presència d'un camp magnètic extern (diamagnetisme). Tot té una permeabilitat magnètica mesurable.
Els imants poder ser permanents, si un cop magnetitzats conserven de manera persistent les propietats magnètiques, o temporals, si només conserven les propietats magnètiques mentre són sota la influència d'un camp magnètic, desapareixent quan el camp desapareix. Un electroimant seria un tipus d'imant temporal fet amb un bobinat de fil elèctric pel que passa un corrent elèctric, i només es comporta com un imant mentre passa el corrent; de vegades el bobinat es fa al voltant d'un material ferromagnètic per tal de millorar el camp magnètic que es produeix.
La unitat de mesura del SI per al camp magnètic és el tesla, mentre que la unitat per al flux magnètic és el weber; 1 tesla és 1 weber per metre quadrat.

## Història
Les descripcions més antigues que coneixem de les propietats dels imants procedeixen de l'antic Egipte i de les antigues Grècia, Índia i Xina. Vers el 585 aC Tales de Milet descrivia que la magnetita atreia el ferro però pensava que la causa era que tenia ànima (en aquella època un moviment implicava vida, ànima o la intervenció d'un déu). Un intent d'explicació sense intervenció de déus o l'ànima el podem trobar a l'obra De rerum natura de Lucreci (98 aC- 54 aC). Però no serà fins al 1600 amb la publicació de De Magnete de William Gilbert que comença la ciència del magnetisme a Europa. A la Xina, la primera menció coneguda dels imants i les seves propietats és del segle iv aC, i les primeres descripcions de la utilització de brúixoles són de principis del segle xi. L'ús d'aquests aparells seria comú arreu als segles xii i xiii.

### Pedres imant
Les pedres imant són peces magnetitzades naturalment de la magnetita mineral. Són imants naturals que poden atraure el ferro. La propietat del magnetisme es va descobrir per primera vegada a l'antiguitat a través de les pedres. Els trossos de pedra imant, suspesos perquè poguessin girar, van ser les primeres brúixoles magnètiques.

## Origen físic del magnetisme

### Imants permanents
Qualsevol objecte comú està compost de partícules com els protons, els neutrons i els electrons, cadascuna de les quals compta entre les seves propietats quàntiques amb l'espín, que associa un camp magnètic a aquestes partícules. Des d'aquest punt de vista, seria d'esperar que qualsevol material, essent format per un nombre immens de partícules, tingués propietats magnètiques (fins i tot les partícules d'antimatèria tenen propietats magnètiques), però l'experiència diària, contradiu aquesta possibilitat.
Dins de cada àtom o molècula, la disposició de cada espín segueix estrictament el principi d'exclusió de Pauli, però a qualsevol substància diamagnètica no hi ha una ordenació de l'espín que afecti un gran nombre de partícules, per això no hi ha un camp magnètic, el moment magnètic d'una partícula es cancel·la amb el d'una altra.
En canvi, en imants permanents, sí que trobem un grau d'ordenació important de l'espín de les seves partícules. El nivell d'ordenació més elevat es presenta als anomenats dominis de Weiss o dominis magnètics: que poden ser considerats com a regions microscòpiques on hi ha una forta interacció entre les partícules, anomenades interaccions d'intercanvi, que genera una situació molt ordenada, com més gros sigui el grau d'ordre del domini, més fort serà el camp magnètic que es generarà.
Una ordenació elevada (i per tant, un camp magnètic fort) és una de les principals característiques dels materials ferromagnètics.
Una estratègia que es pot fer servir per a generar un camp magnètic molt intens consisteix a orientar tots els dominis de Weiss d'un material ferromagnètic amb un camp menys intens, generat per una bobina de material conductor per la qual passa un corrent elèctric: un electroimant.

### Magnetisme generat pels electrons
Els electrons tenen un paper important en la formació del camp magnètic, en un àtom els electrons es poden trobar sols o en parelles dins de cada orbital. Si estan en parelles, cada electró té un espín oposat al de l'altre (espín up i espín down), des del moment que els espins tenen direccions oposades s'anul·len entre si, per tant una parella d'electrons no pot generar un camp magnètic.
En molts àtoms, el nombre d'electrons és senar, tots els materials magnètics tenen electrons d'aquest tipus, però no es pot dir que un àtom amb electrons desaparellats serà ferromagnètic. Per poder ser ferromagnètic, els electrons no aparellats del material també han d'interaccionar entre si a gran escala, de manera que tots ells han d'estar orientats en la mateixa direcció. La configuració electrònica específica dels àtoms, així com la distància entre cada àtom, és el principal factor que impulsa aquest ordre de llarg abast, que afecta a moltes partícules. Si els electrons tenen la mateixa orientació es trobaran en un estat de menor energia.

### Electroimants

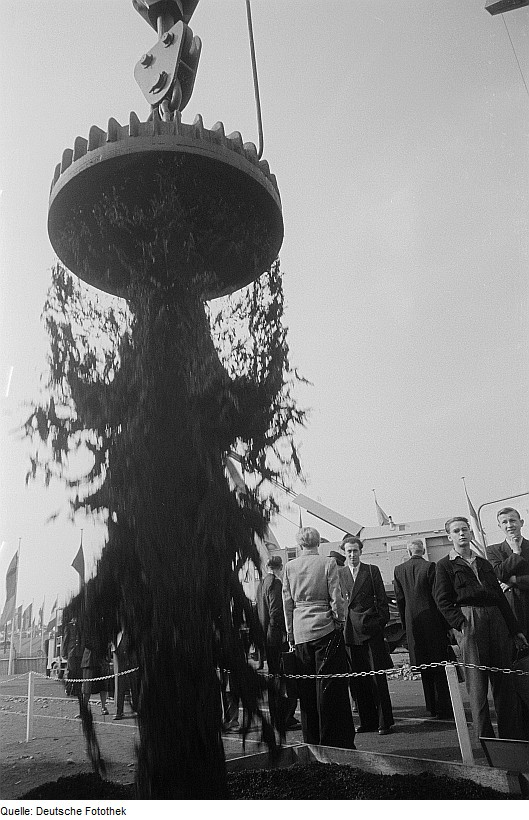
Demostració del funcionament d'un electroimant a la fira de Leipzig el 1954.

El 1820, Hans Christian Ørsted va descobrir que una agulla de brúixola es desvia per la proximitat d'una corrent elèctrica. El mateix any, André-Marie Ampère va demostrar que el ferro pot ser magnetitzat inserint-lo en un solenoide alimentat elèctricament. Això va portar William Sturgeon a desenvolupar un electromagnet amb nucli de ferro el 1824.[7] Joseph Henry va continuar desenvolupant l'electromagnet en un producte comercial entre 1830 i 1831, donant per primera vegada a les persones accés a camps magnètics forts. El 1831 va construir un separador de minerals amb un electromagnet capaç de sostenir 750 lliures (340 kg).
Un electroimant en la seva forma més simple, és el d'un fil conductor que ha estat enrotllat una o més vegades, aquesta configuració es denomina espira (una volta) o solenoide. Quan el corrent elèctric passa a través del fil conductor del bobinat es genera un camp magnètic que es presenta concentrat a prop de l'enrotllament (especialment al seu interior). Les seves línies de camp són molt similars a les d'un imant i la seva orientació segueix la regla de la mà dreta. El moment i el camp magnètics de l'electroimant són proporcionals al nombre de voltes del fil (també anomenades espires), a la secció de cada espira i a la densitat del corrent que passa pel fil.
Si les espires de fil conductor es fan al voltant d'un material sense propietats magnètiques especials, o a l'aire, el camp magnètic que es generarà serà força feble; però si el fil s'enrotlla al voltant d'un material ferromagnètic i paramagnètic, com podria ser un clau de ferro, el camp magnètic produït serà molt més gran, la seva força serà uns centenars de vegades superior i pot arribar a multiplicar-la per 1000.
El camp magnètic que s'observa al voltant d'un imant s'estén fins a una distància considerable en comparació a la grandària de l'imant, i segueix la llei de la inversa del cub: la intensitat del camp és inversament proporcional al cub de la distància.
Si l'electroimant es basa en una placa metàl·lica, la força necessària per separar els dos objectes serà encara més gran, ja que les dues superfícies seran planes i llises, en aquest cas hi haurà més punts de contacte i la reluctància del circuit magnètic serà menor.
Els electroimants tenen aplicacions en diverses camps, des dels acceleradors de partícules fins als motors elèctrics passant per les grues dels desballestadors de vehicles o les màquines que produeixen imatges per ressonància magnètica. També hi ha màquines més complexes en les quals no s'utilitzen els dipols magnètics simples, sinó que impliquen quatre (quadripols) o més pols magnètics; un exemple seria l'espectròmetre de massa on s'encarreguen de concentrar els feixos de partícules.
Recentment ha estat possible de produir camps magnètics de diversos milions de tesles utilitzant solenoides micromètrics a través dels quals es va fer passar un corrent de milions d'amperes utilitzant una descàrrega d'impulsos produïda amb una bateria de condensadors. La intensa força de la descàrrega duia el sistema a la implosió, destruint l'experiment en uns pocs mil·lisegons.

#### Descobriment
Va ser Ørsted qui per primera vegada va evidenciar el 1820 que un corrent elèctric genera un camp magnètic al seu voltant. En l'interior de la matèria existeixen petits corrents tancats a causa del moviment dels electrons que contenen els àtoms, cadascun d'ells origina un imant microscòpic. Quan aquests petits imants estan orientats en totes les direccions els seus efectes s'anul·len mútuament i el material no presenta propietats magnètiques; en canvi si tots els imants s'alineen actuen com un únic imant en aquest cas la substància s'ha magnetitzat.
El primer científic que va construir un electroimant va ser el català Francesc Aragó.

## Característiques dels imants

### Camp magnètic
El camp magnètic (habitualment representat com a B) és el que en física s'anomena un camp perquè té un valor a cada punt de l'espai. El camp magnètic (a qualsevol punt donat) vindrà determinat per dues propietats:
1. la seva direcció (que segueix l'orientació de l'agulla d'una brúixola)
2. la seva magnitud (o força) que és proporcional a la força amb què l'agulla de la brúixola s'orienta en la direcció del camp.

La direcció i la magnitud són les característiques d'un vector i, per tant, B és un camp vectorial. B també pot dependre del temps.

### Moment magnètic
El moment magnètic d'un imant, també anomenat moment dipolar magnètic, i que és simbolitzat com a μ, és un vector que caracteritza les propietats magnètiques de qualsevol cos. Per exemple, en una barra magnètica la direcció del moment magnètic apunta del pol nord al pol sud i la seva magnitud depèn de la força dels pols i de la seva distància. En unitats del SI s'expressa en A·m².
Un imant produeix el seu camp magnètic i al mateix temps respon a altres camps magnètics, el seu camp magnètic a qualsevol punt és proporcional al valor del seu moment magnètic. Quan l'imant és dins d'un camp magnètic produït per una altra font és sotmès a un parell de forces que tendirà a orientar el moment magnètic de manera paral·lela al camp. El valor d'aquest parell de forces serà proporcional al moment magnètic i al camp extern.
Una espira amb una secció d'àrea A que és travessada per un corrent I es comportarà com un imant amb un moment magnètic que tindrà un valor igual a IA.

### Magnetització
La magnetització dels materials magnètics és el valor local del seu moment magnètic per unitat de volum, habitualment es representa com M i les seves unitats són A/m. Més que un vector (que seria el cas del moment magnètic) es tracta d'un camp vectorial perquè zones diferents d'un imant poden ser magnetitzades amb diferents direccions i força. Un imant de barra de bona qualitat pot tenir un moment magnètic de 0,1 A· m² i si suposem un volum d'un cm³ (0,000001 m³) una magnetització de 100.000 A/m. El ferro pot tenir una magnetització al voltant d'un milió d'A/m, aquest valor tan gran explica per què els imants són tan efectius produint camps magnètics.

### Pols magnètics i corrents atòmics

#### El model de Gilbert

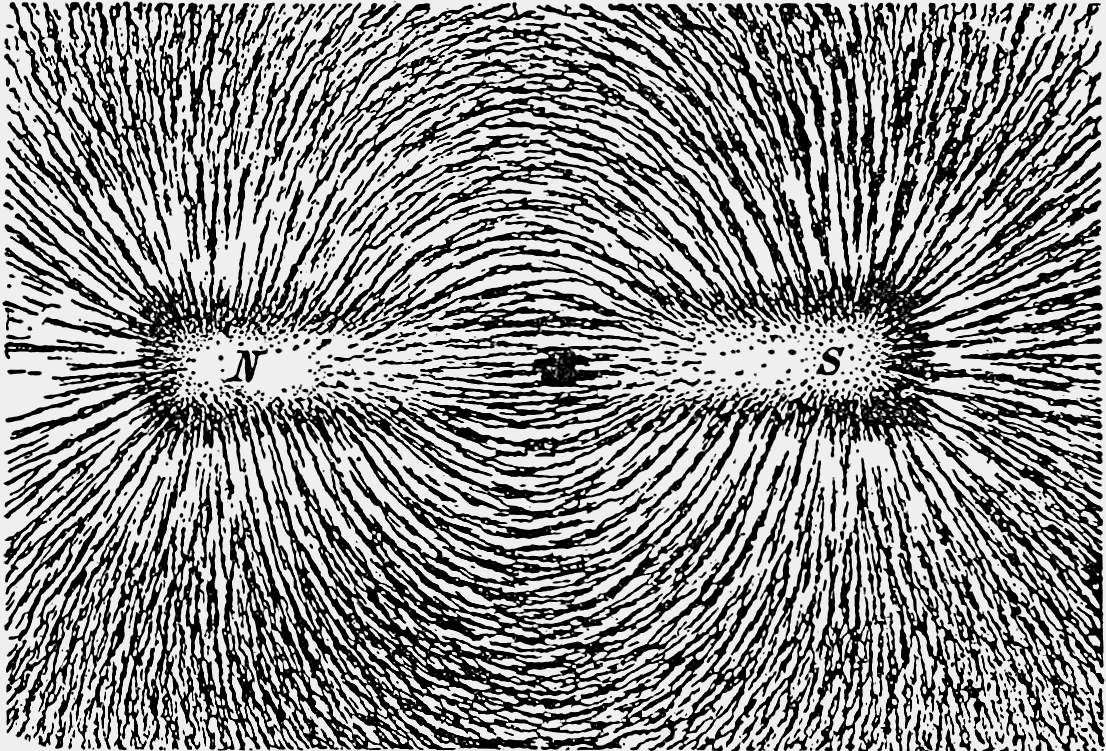
Línies de força d'un imant visualitzades mitjançant ferralles de ferro esteses sobre una cartolina.

A tots els imants, siguin del tipus que siguin, la màxima força d'atracció es troba en els seus extrems, anomenats pols. Un imant consta com mínim de dos pols, denominats pol nord i pol sud. El pol no és quelcom material sinó un concepte utilitzat per a descriure els imants. Els pols iguals es repel·leixen i els pols oposats s'atreuen. No existeixen pols aïllats, i per tant, si un imant es trenca en dues parts, es formen dos nous imants, cadascun amb el seu pol nord i el seu pol sud. Si continuem dividint arribarà un moment en què les parts seran massa petites per mantenir un camp magnètic, hauran perdut la capacitat de generar magnetisme. En el cas d'alguns materials es pot arribar a nivell molecular i observar encara un pol nord i un pol sud. Algunes teories científiques preveuen l'existència d'un monopol magnètic nord i sud, però fins ara mai han estat observats.
El model del pols magnètics la superfície dels pols dels imants permanents és imaginada coberta de l'anomenada càrrega magnètica, partícules de tipus nord al pol nord i partícules de tipus sud al pol sud, que serien la font de les línies del camp magnètic. Aquest model descriu correctament el camp magnètic que hi ha fóra de l'imant, però no dona el camp correcte a l'interior. Aquest model, també rep el nom de model Gilbert d'un dipol magnètic.

#### El model d'Ampère
L'alternativa al model dels pols és el model d'Ampère segons André-Marie Ampère els corrents elèctrics, serien la causa de tots els fenòmens magnètics, explicant tant el magnetisme dels imants com totes les altres fonts del magnetisme. Els dipols magnètics serien petites espires atòmiques de corrent, petits circuits tancats de corrent de mida atòmica. Avui dia, la idea d'Ampère continua essent la base de la teoria del magnetisme, però es considera que als materials magnètics també hi ha corrents que s'han de relacionar amb la propietat quàntica de l'espín, un moment angular intrínsec associat a les partícules microscòpiques. La regla de la mà dreta ens indica la direcció en la que flueix el corrent. El model d'Ampère dona el camp magnètic exacte tant a l'interior com a l'exterior de l'imant.

Actualment el pol nord magnètic és situat a prop del pol sud magnètic

#### Denominació dels pols d'un imant
Històricament, els termes pol nord i pol sud d'un imant reflecteixen el coneixement de la interacció entre un imant i el camp magnètic terrestre: un imant suspès lliurement en l'aire, s'orientarà al llarg d'un eix nord-sud a causa de l'acció dels pols nord i sud magnètics de la Terra, la punta de l'imant que apunta cap al pol nord magnètic de la Terra es diu el pol nord de l'imant, mentre que l'altre extrem serà el pol sud de l'imant.
Però avui dia, el pol nord geogràfic de la Terra es correspon, aproximadament, amb el seu pol sud magnètic, i per complicar-ho encara més, s'ha constatat que les roques magnetitzades presents en el fons oceànic mostren que el camp magnètic ha invertit la seva polaritat diverses vegades en el passat. Afortunadament, utilitzant un electroimant i la regla de la mà dreta, podem orientar qualsevol camp magnètic sense haver d'utilitzar el camp magnètic terrestre.
De vegades, per evitar la confusió entre els pols magnètics i geogràfics, els primers es denominen positiu i negatiu, el positiu és el corresponent al pol nord geogràfic.

## Magnetització i desmagnetització
Els materials ferromagnètics poden ser magnetitzats de diferents maneres:
- Escalfant l'objecte per sobre de la seva temperatura de Curie (això destrueix el seu ordenament) i refredant-lo en un camp magnètic mentre és martellejat a mesura que es refreda. Aquest és el mètode més eficaç, i és similar als processos industrials utilitzats per crear imants permanents.
- Posant l'objecte en un camp magnètic extern, això comportarà que l'objecte conservi una mica del magnetisme després de retirar el camp. S'ha observat que les vibracions augmenten l'efecte. Els materials ferris s'alineen amb el camp magnètic de la Terra i quan són subjectes a vibracions (per exemple, en una cinta transportadora) s'ha demostrat que poden adquirir un magnetisme residual significatiu. Un camp magnètic molt més fort que el de la Terra pot ser generat dins d'un solenoide fent passar corrent al seu través.
- Fregant diverses vegades l'objecte amb un imant d'extrem a extrem, s'ha de fer sempre en el mateix sentit.
- En el cas especial de l'acer, es pot posar dins d'un camp magnètic mentre és escalfat a altes temperatures (l'imant s'orientarà en la direcció dels pols magnètics de la Terra). L'acer magnètic resultant no presentarà un magnetisme especialment intens, però serà permanent.

Els materials magnetitzats poden ser desmagnetitzats de diferents maneres:
- Escalfant l'imant per sobre de la seva temperatura de Curie, això farà que el moviment molecular destrueixi l'alineació dels dominis magnètics, fent desaparèixer qualsevol magnetització. Caldrà refredar-lo en absència de camp magnètic.
- Martellejant l'objecte, la pertorbació mecànica tendeix a desordenar els dominis magnètics. Quedarà una magnetització residual.

- Posant l'imant en un camp magnètic alternant amb una intensitat que estigui per sobre de la coercitivitat de la de l'objecte, i després anar disminuint la intensitat del camp. Això s'aconsegueix posant l'imant sota l'acció d'un solenoide recorregut per un corrent altern a una intensitat gradualment decreixent. Aquest és el principi que s'utilitza en els desmagnetitzadors comercial per a desmagnetitzar eines i també per esborrar la banda magnètica de les targetes de crèdit, els discs durs dels ordinadors o per desmagnetitzar els tubs de raigs catòdics (Televisors, monitors).
- Fregant-lo amb un altre imant en direccions aleatòries (això no és massa efectiu amb objectes amb un alt grau de magnetisme).
- Trencant l'imant, això reduirà la seva ordenació intrínseca.

## Tipus d'imants permanents

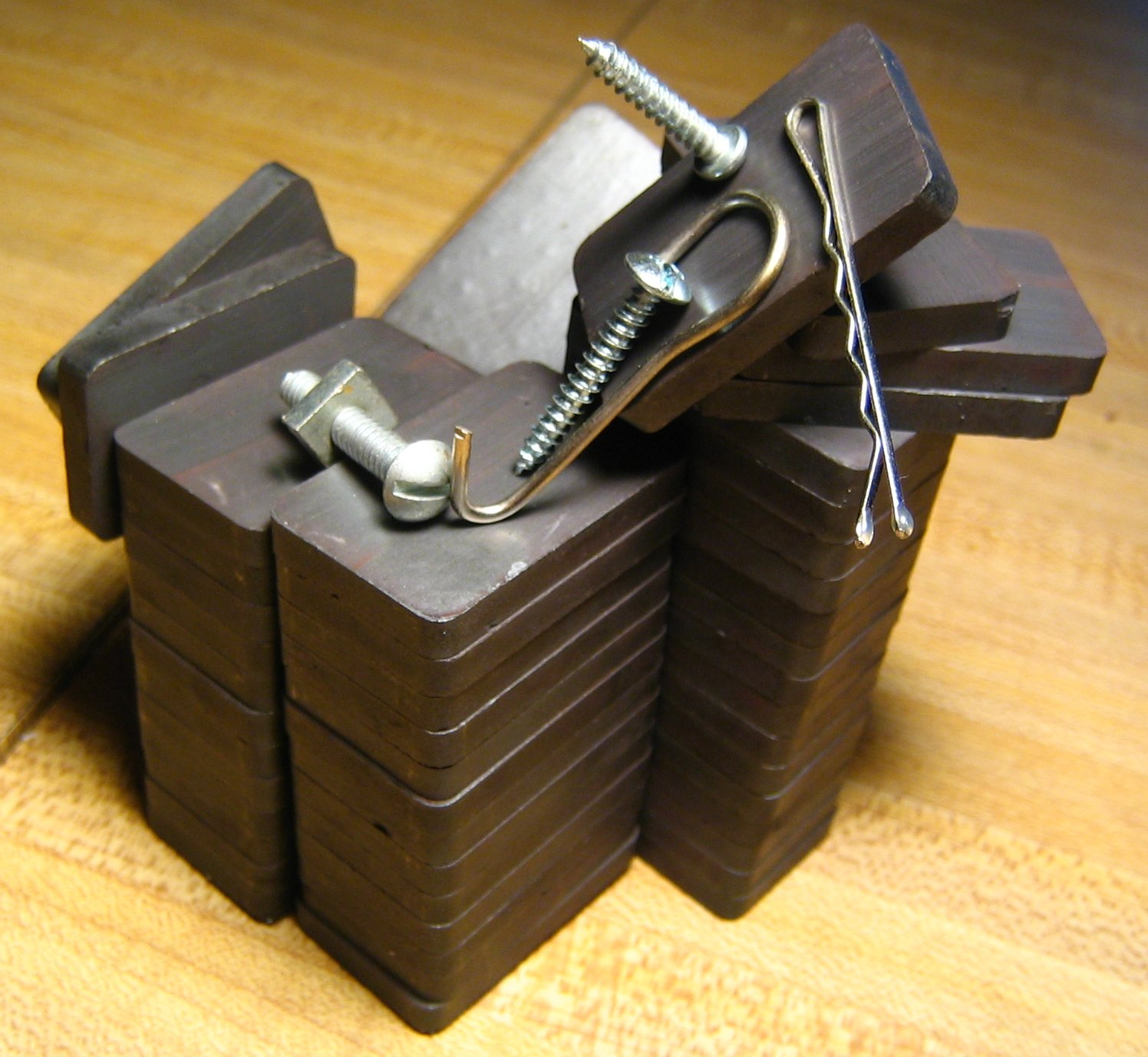
Una pila d'imants de ferrita amb objecte metàl·lics enganxats.

### Imants metàl·lics
Molts materials tenen electrons amb espín imparell, i la majoria són paramagnètics. Quan els espíns dels electrons interaccionen de manera que queden alineats de manera espontània es parla de materials ferromagnètics, o simplement magnètics. A causa de la manera en què interaccionen els espíns dels electrons a alguns materials amb una estructura cristal·lina regular alguns metalls són ferromagnètics en estat natural, en serien exemples les menes de ferro (magnetita), cobalt, níquel i també alguns metalls del grup de les terres rares com el gadolini i el disprosi. Els imants naturals van ser els primers a ser utilitzats per les seves propietats magnètiques, després s'han pogut fabricar imants artificials però basats en materials magnètics naturals.

### Imants de compostos

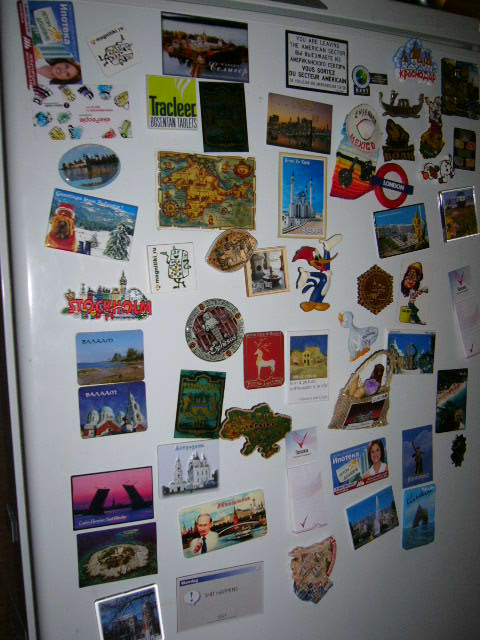
Imants flexibles sobre un frigorífic.

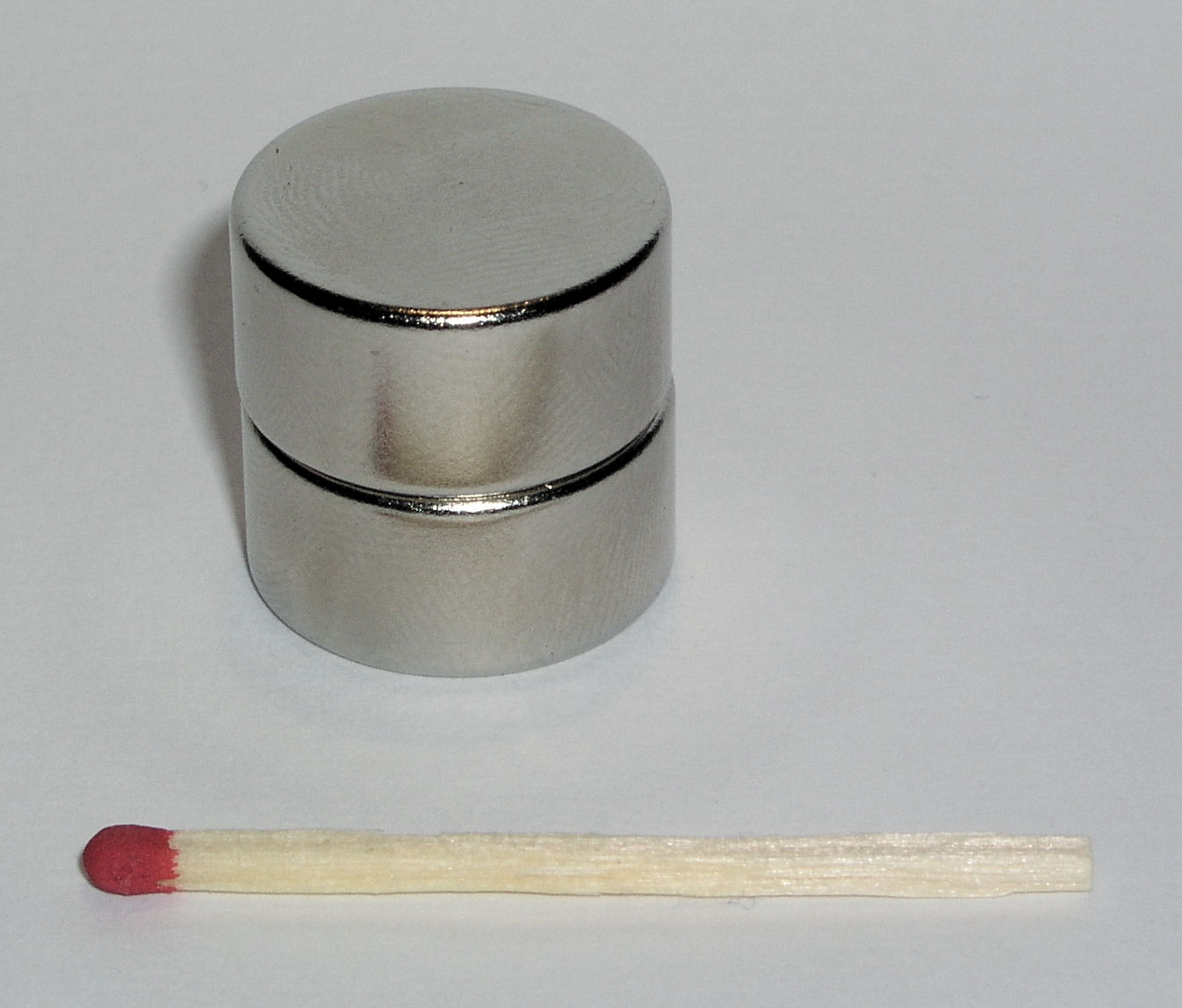
Un imant de neodimi.

#### Ceràmics
Els imants ceràmics o de ferrita són una sinterització formada per òxid de ferro en pols i ceràmica de carbonat de bari o d'estronci. A causa del baix cost dels materials utilitzats i de les tècniques de fabricació, és possible una gran producció a preus reduïts d'aquest tipus d'imants (també es produeixen nuclis ferromagnètics no magnetitzats per a utilitzacions en electrònica). Aquests imants són immunes a la corrosió però són molt fràgils.

#### Alnico
Els imants alnico (el nom prové d'ajuntar els símbols químics dels seus components: AlNiCo) són un aliatge de foneria o una sinterització d'alumini, níquel i cobalt amb ferro i petites quantitats d'altres elements que s'afegeixen per millorar les propietats de l'imant. La sinterització proporciona millors característiques mecàniques als imants, mentre que la fosa millora les propietats magnètiques i permet formes complicades. Aquest tipus d'imants són resistents a la corrosió i són més versàtils que els de material ceràmic però les seves propietats físiques són pitjors que les dels imants metàl·lics.

#### Injectats
Aquest tipus d'imants són modelats per injecció en motlles i estan fets d'una barreja de resina i pols magnètica, de manera que poden tenir diferents formes i mides. Les seves propietats mecàniques i magnètiques dependrà dels diferents tipus de materials utilitzats, encara que en general tenen una menor força magnètica que els imants metàl·lics i s'assemblem als plàstics en les seves propietats físiques.

#### Flexibles
Els imants flexibles són similars als creats amb motlles per injecció, utilitzant una resina flexible o aglomerant com el vinil es produeixen en tires planes, formes determinades o fulles. Aquest tipus d'imants presenta una força magnètica baixa però poden ser molt flexibles, el grau de flexibilitat vindrà determinat pel tipus d'aglomerant utilitzat. Aquests imants poden ser impresos amb impressores industrials, són els que trobem als nostres frigorífics.

### Amb terres rares
Les terres rares tenen el nivell electrònic f (que pot encabir fins a 14 electrons) parcialment ple. L'espín dels electrons d'aquest nivell es pot alinear fàcilment donant com a resultat l'aparició de forts camps magnètics, per això aquest tipus d'elements són utilitzats quan són necessaris imants compactes de gran força i el preu no és important. El tipus més habitual d'imant de terres rares són els de samari-cobalt i els de neodimi (Neodimi-Ferro-Bor).

### Imants moleculars
Als anys 90 es va descobrir que algunes molècules contenien ions metàl·lics paramagnètics capaços de conservar el seu moment magnètic fins i tot a temperatures extremadament baixes. En aquest cas el mecanisme utilitzat és molt diferent del de l'emmagatzemament de la informació a nivell dels dominis magnètics que utilitzen els imants convencionals, i, en teoria, seria més eficient en proporcionar un mitjà d'emmagatzemament molt més dens. Les investigacions sobre aquests imants moleculars, o SMM (single-molecule magnet) són encara en curs.
La majoria dels imants moleculars SMM contenen manganès, però també es poden trobar al vanadi, ferro, níquel i cobalt. Més recentment s'ha descobert que alguns sistemes en cadena, que poden mostrar una magnetització que persisteix durant molt de temps a temperatures altes. Aquests sistemes han estat anomenats imants de cadena única o SCM (single-chain magnet).

## El càlcul de força magnètica

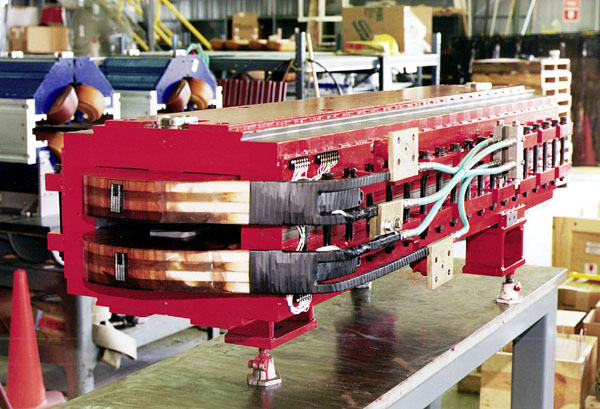
Imant dipolar del sincrotró Advanced Photon Source del Argonne National Laboratory als Estats Units.

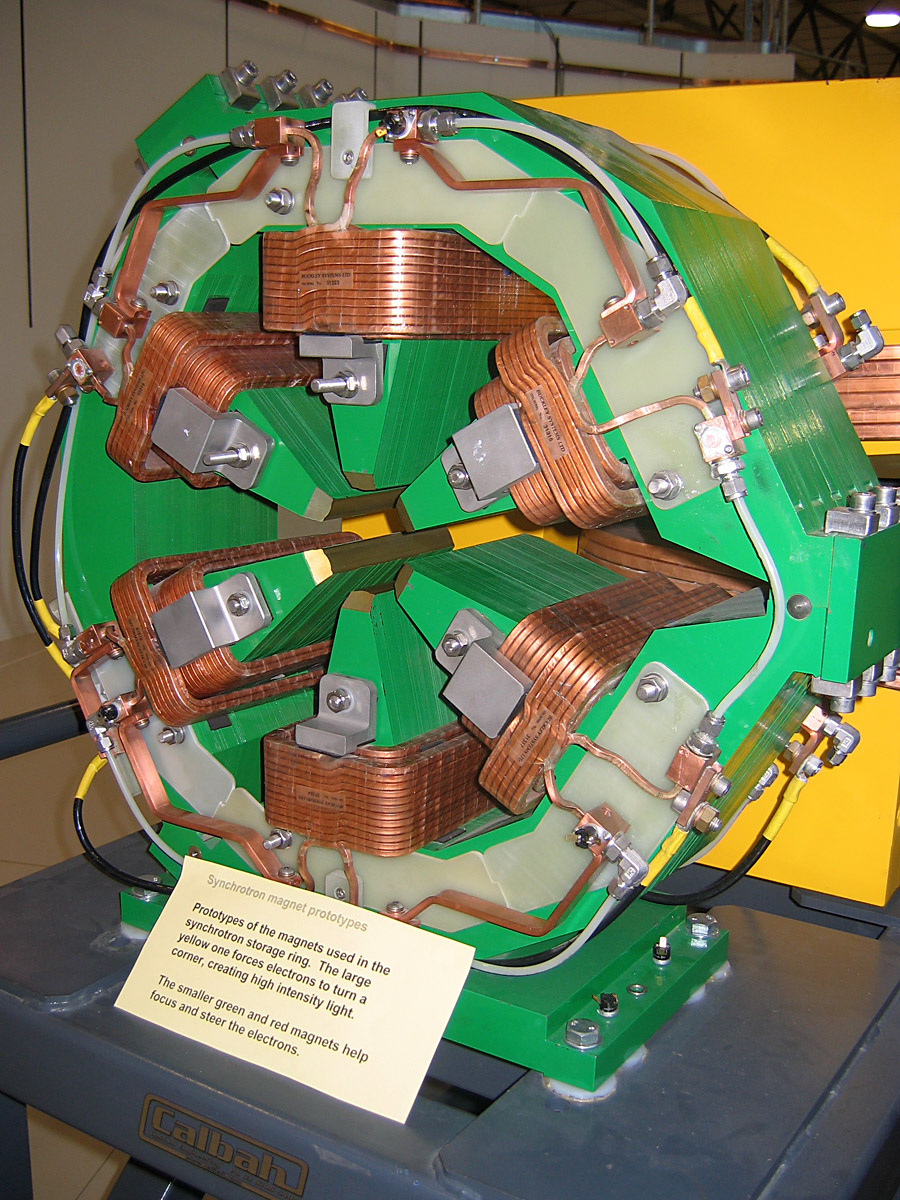
Un imant sextipolar utilitzat a un sincrotró australià a Clayton, Victòria.

### Camp d'un imant
El camp magnètic creat per imant es pot descriure d'una manera aproximada com el camp d'un dipol magnètic, caracteritzat pel seu moment magnètic total. Això seria vàlid independentment de la forma de l'imant sempre que el moment magnètic sigui diferent de zero. Una de les característiques d'un camp dipolar és que la força del camp disminueix inversament amb el cub de la distància des del centre de l'imant.
Com més a prop de l'imant, el camp magnètic es torna més complicat i més dependent de la seva forma i magnetització. Formalment, el camp pot expressar com una expansió multipolar: un camp dipolar, més un camp quadripolar, més un camp de octopolar, etc.

### La força magnètica
Calcular la força atractiva o repulsiva que hi ha entre dos imants és, en general, una operació extremadament complexa en tant que depèn de la forma dels imants, de la seva magnetització, de l'orientació i de la seva separació.

#### Força entre dos pols magnètics
A la mecànica clàssica, la força entre dos pols magnètics vindrà donada per l'equació:
{\displaystyle F={{\mu q_{m1}q_{m2}} \over {4\pi r^{2}}}}
on
F és la força (en newtons)
qm1 i qm2 és la magnitud dels pols magnètics (ampere-metre)
μ és la permeabilitat del medi tesla metre per ampere, henry per metre o newton per ampere quadrat)
r és la separació (metres).
Tanmateix, aquesta equació no descriu una situació física real atès que els pols magnètics són unes entitats purament teòriques, els imants reals presenten una distribució de pols molt més complexa que uns únics pols nord i sud. A continuació hi ha unes equacions més complexes que són més útils.

#### Força magnètica entre dues superfícies
La força entre dues superfícies properes d'àrea A i un camp magnètic igual però de sentit oposat H vindrà donada per:
{\displaystyle F={\frac {\mu _{0}}{2}}AH^{2}}
on
A és l'àrea de cada superfície, en m²
H és el camp magnètic, in A/m.
μ0 és la permeabilitat de l'espai, que és igual a 4π×10-7 T·m/A

#### Força entre dos imants de barra
La força entre dos imants cilíndrics idèntics que es toquen pels seus extrems vindrà donada per:
{\displaystyle F=\left[{\frac {B_{0}^{2}A^{2}\left(L^{2}+R^{2}\right)}{\pi \mu _{0}L^{2}}}\right]\left[{\frac {1}{x^{2}}}+{\frac {1}{(x+2L)^{2}}}-{\frac {2}{(x+L)^{2}}}\right]}
on:
B0 és la densitat del flux magnètic molt a prop de cada pol, en T,
A és l'àrea de cada pol, en m²,
L és la longitud de cada imant, en m,
R és el radi de cada imant, en m, i
x és la separació entre els dos imants, en m
{\displaystyle B_{0}\,=\,{\frac {\mu _{0}}{2}}M} relaciona la densitat de flux magnètic al pol amb la magnetització de l'imant.
Noteu que aquestes equacions es basen en el model de Gilbert, que és utilitzable en casos de distàncies relativament grans. En altres models (com el model d'Ampère) la formulació és més complicada, tant, que de vegades no és soluble analíticament i cal utilitzar mètodes de l'anàlisi numèrica.

## Aplicacions
- Els imants s'utilitzen en els sistemes d'enregistrament magnètic, com per exemple l'antic sistema de vídeo VHS contenia un rodet de cinta magnètica sobre la qual s'emmagatzemava la informació de vídeo i d'àudio. Les antigues cassets d'àudio també contenien una cinta magnètica sobre la qual s'enregistrava el so. De la mateixa manera, els disquets i els discs durs registren dades sobre una pel·lícula magnètica prima.

- La majoria dels altaveus i els Micròfons funcionen mitjançant la combinació d'un imant permanent i un electroimant, que converteixen l'energia elèctrica (el senyal) en energia mecànica (so). L'electroimant transporta el senyal, el qual genera un camp magnètic que interacciona amb el que genera l'imant permanent creant el so. Els micròfons normals es basen en els mateixos conceptes, però funcionen en sentit oposat: en el micròfon es col·loca una membrana connectada a un inductor i amb un imant, quan un so fa vibrar la membrana, el mateix succeeix amb l'inductor, que en moure's dins d'un camp magnètic genera un corrent elèctric (vegeu la llei de Faraday); aquest corrent és precisament el senyal elèctric utilitzat per a transmetre el so.

- Les Targetes de crèdit tenen una banda magnètica que conté informació que és llegida als Caixers automàtics i als datàfons.